# Saint-Sauveur-de-Bonfossé
Saint-Sauveur-de-Bonfossé est une ancienne commune française du département de la Manche.

## histoire
En 1832 par une ordonnance royale, Saint-Martin-de-Bonfossé absorbe Saint-Sauveur-de-Bonfossé (126 habitants) situé au sud-ouest du territoire.
La commune n'obtiendra pas la disjonction qu'elle réclamait en 1852. Elle a son curé jusqu'en 1878, et pendant quelque temps, une école communale.

## Démographie
| 1793 | 1800 | 1806 | 1821 | 1831 |
| ---- | ---- | ---- | ---- | ---- |
| 124  | 122  | 162  | 142  | 126  |

### Liste des maires
| Période | Période | Identité | Étiquette | Qualité |
| ------- | ------- | -------- | --------- | ------- |

## Lieux et monuments

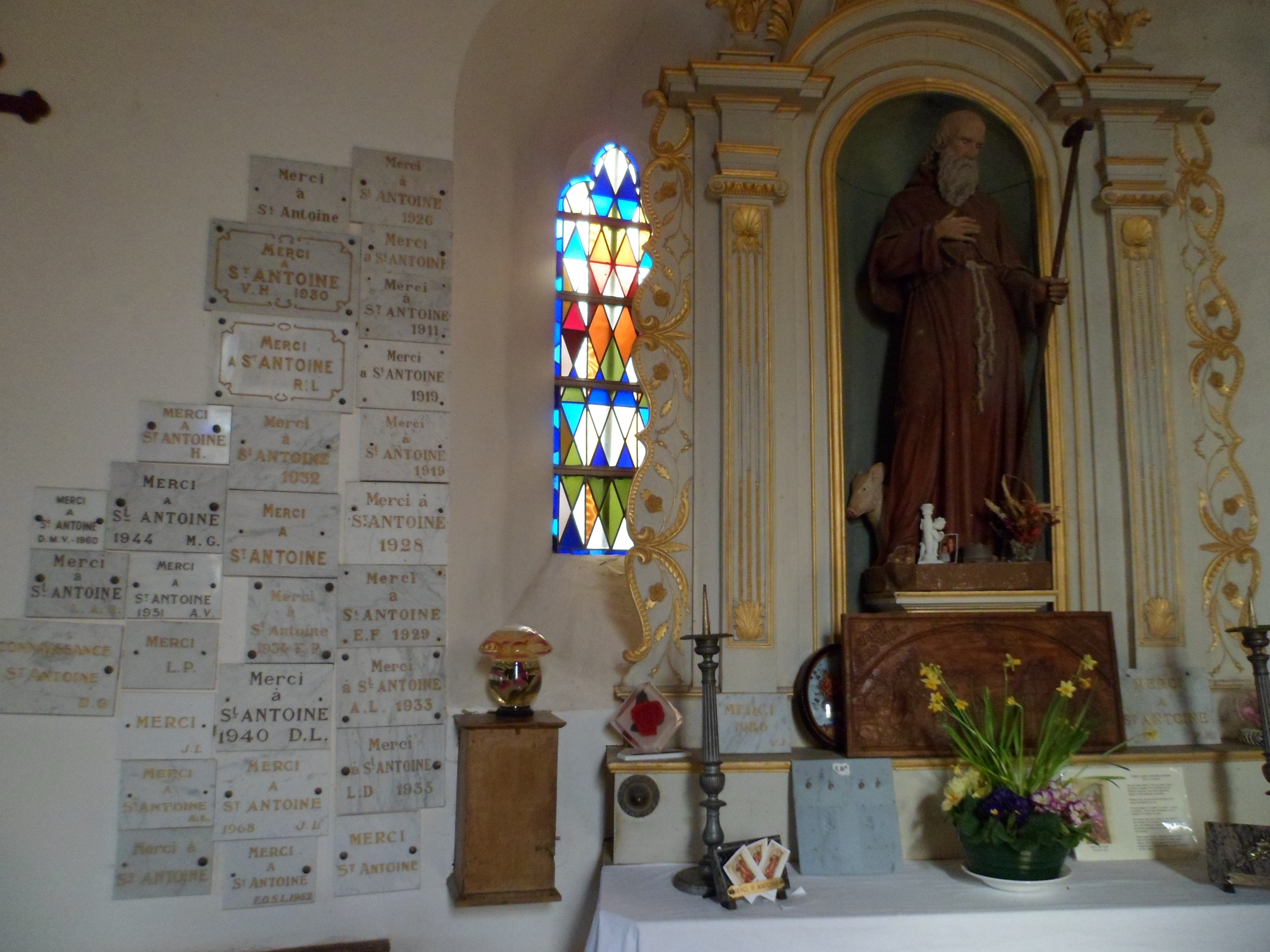
Statue de saint Antoine et ex-voto

Les parties les plus anciennes de la petite église de Saint-Sauveur remonteraient au Xe siècle avec un mur présentant un appareil en arête-de-poisson. Un écusson aux armes d'anciens seigneurs de La Motte se trouve sur une pierre tombale au centre du chœur.
L'église fait l'objet d'un pèlerinage fréquenté en l'honneur de saint Antoine, invoqué pour les maladies de peau, « les feux de saint Antoine ».
Charles de Gerville relève l'existence, dans un bois, au sud de l'ancien château de la Motte (Saint-Ébremond-de-Bonfossé), des restes d'un retranchement considérable qui délimitait une enceinte étendue.